# Aragonia
Aragonia (hiszp. i arag. Aragón, kat. Aragó) – wspólnota autonomiczna i region historyczny w północno-wschodniej Hiszpanii. Region historyczny Aragonii obejmuje środkową część biegu Ebro. Pełna hiszpańska nazwa wspólnoty brzmi: "Comunidad Autónoma de Aragón".
Aragonia graniczy od północy z Francją, od wschodu z Katalonią, od południa z Walencją, a od zachodu z Kastylią-La Manchą, Kastylią i Leónem, La Rioja i Nawarrą. Składa się z trzech prowincji – Saragossa, Huesca i Teruel oraz 33 comarcas (powiaty). Region jest górzysty, przecięty rzeką Ebro.
Królestwo Aragonii wraz z Hrabstwem Barcelony (Katalonią), Królestwem Walencji i Królestwem Majorki tworzyło historyczną Koronę Aragonii. Od 1978 jest wspólnotą autonomiczną Hiszpanii. Stolicą Aragonii jest Zaragoza. 23 kwietnia obchodzony jest dzień świętego Jerzego (San Jorge), będący Dniem Aragonii.

## Nazwa
Nazwa Aragonii pochodzi od rzeki Aragón, która wypływa z Pirenejów i uchodzi do Ebro. Jej nazwa pochodzi z kolei z czasów przedrzymskich, prawdopodobnie z indoeuropejskiego rdzenia *ar oznaczającego płynącą wodę.

## Demografia
Ludność stolic prowincji:
- Zaragoza – 647 373 mieszkańców
- Huesca – 52 059 mieszkańców
- Teruel – 33 238 mieszkańców

Inne miejscowości:
- Calatayud – 20 263 mieszkańców
- Ejea de los Caballeros – 16 941 mieszkańców
- Monzón – 15 806 mieszkańców
- Barbastro – 15 778 mieszkańców
- Alcañiz – 15 130 mieszkańców
- Utebo – 14 037 mieszkańców
- Fraga – 13 284 mieszkańców
- Jaca – 12 553 mieszkańców
- Tarazona – 10 875 mieszkańców
- Sabiñánigo – 9023 mieszkańców
- Binéfar – 8890 mieszkańców
- Caspe – 8206 mieszkańców
- Ateca – 2000 mieszkańców

Źródło INE (Instituto Nacional de Estadística), z 1 stycznia 2005.
Zgodnie ze spisem z 1991 Aragonię zamieszkiwało 1 178 000 osób, co stanowiło 2,95% całkowitej ludności Hiszpanii. Gęstość zaludnienia wynosiła 25,2 os./km².
W 2005 liczba ludności wzrosła do 1 269 027 osób.

## Historia

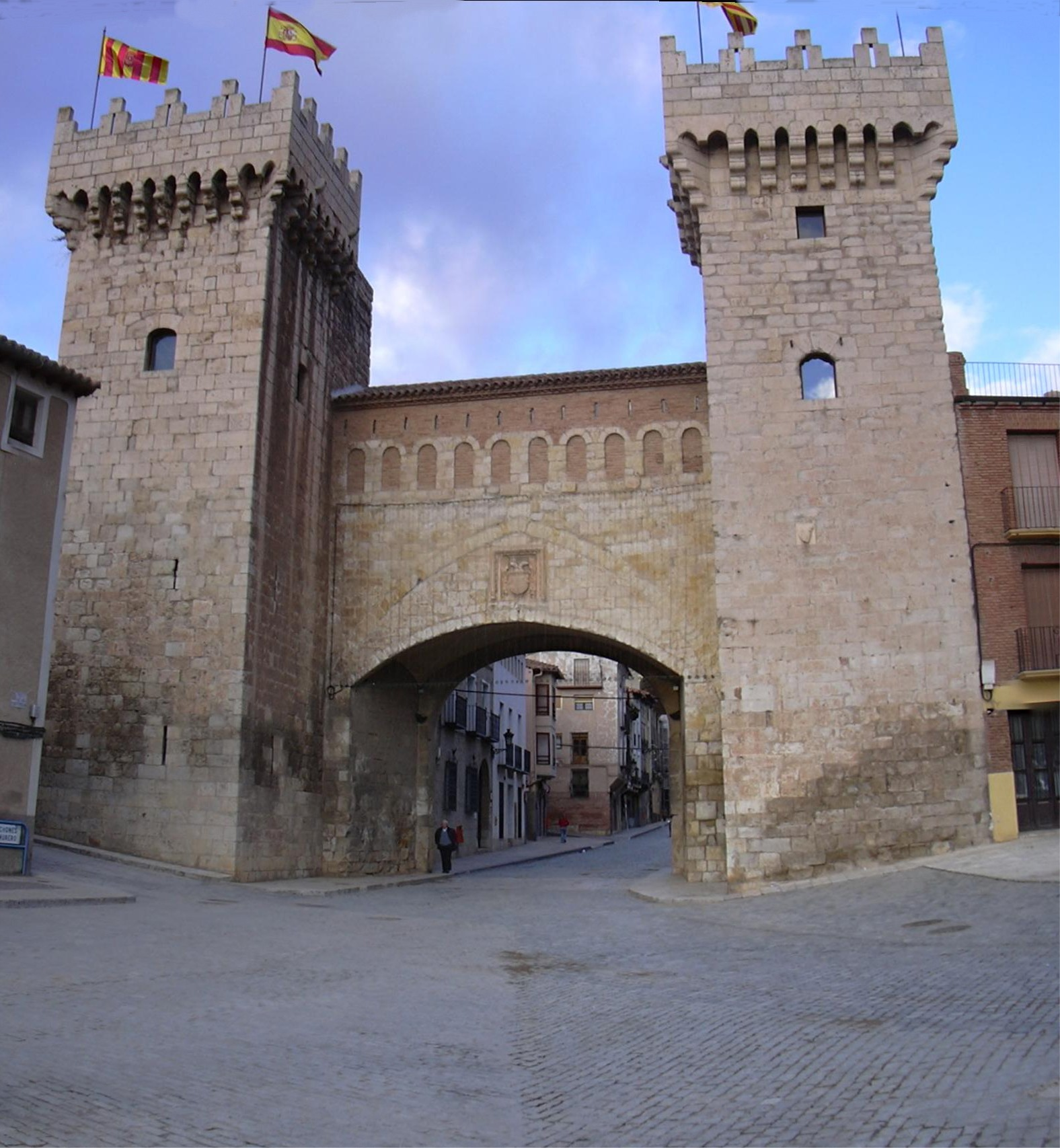
Brama w Daroca

W starożytności ziemie późniejszej Aragonii wchodziły w skład rzymskiej prowincji Hispania Tarraconensis. Od V wieku opanowana została przez Wizygotów. W 795 roku w północnej części dzisiejszej Aragonii powstała Marchia Hiszpańska, natomiast południowa część znajdowała się pod panowaniem Maurów.
Królestwo Aragonii powstało w 1035, wraz z objęciem władzy przez Ramiro I. Aragonia rozpoczęła ekspansję na południe, aby wyprzeć Maurów z Półwyspu Iberyjskiego. Na skutek tej ekspansji zajęła Baleary i Walencję. W XIV wieku Francja wypiera Katalończyków z Prowansji, zmuszając ich do ekspansji w basenie Morza Śródziemnego. W 1412 bezpotomnie umiera ostatni kataloński król Barcelony, a na tron wstępuje Ferdynand I. W 1479 Aragonia i Kastylia łączą się w królestwo Hiszpanii. Podczas wojny francusko-hiszpańskiej 1808–1809 w Aragonii miały miejsce zacięte walki w obronie Saragossy.

## Prezydenci wspólnoty autonomicznej
- 1983–1987: Santiago Marraco (PSOE)
- 1987–1991: Hipólito Gómez de las Roces (PAR)
- 1991–1993: Emilio Eiroa (PAR)
- 1993–1995: José Marco (PSOE)
- 1995–1995: Ramón Tejedor (PSOE), p.o.
- 1995–1999: Santiago Lanzuela Marina (PP)
- 1999–2011: Marcelino Iglesias (PSOE)
- 2011–2015: Luisa Fernanda Rudi Ubeda (PP)
- od 2015: Javier Lambán (PSOE)[3]

## Język
W Aragonii mówi się głównie w języku kastylijskim (hiszpańskim), będącym językiem oficjalnym w całej Hiszpanii. W niektórych miejscach używa się także aragońskiego i katalońskiego:
- Język kastylijski jest językiem oficjalnym i używanym na całym terytorium aragońskim, posiada on także pewną odmienność dialektyczną (dialekt aragońsko-kastylijski), która wynika z kontaktu z językiem aragońskim, dominującym na tym obszarze do XV wieku;
- Język aragoński jest używany w małych miejscowościach prowincji Huesca, pewne jego ślady pozostały w języku mówionym w prowincjach Zaragoza i Teruel, a także poza Aragonią w La Rioja i Nawarra.
- Język kataloński jest używany w niektórych powiatach wschodniej części Aragonii, które tworzą tzw. "Franję" (Franja de Levante).